# Подол (Старицкий район)
Подол — деревня в Старицком районе Тверской области. Входит в состав сельского поселения «станция Старица».

## География
Находится в южной части Тверской области на расстоянии приблизительно 22 км на юг-юго-запад от районного центра города Старица на левом берегу Волги.

## История
Деревня была отмечена ещё на карте 1825 года. В 1859 году здесь (деревня Зубцовского уезда) было учтено 18 дворов, в 1941 — 31. До 2012 года входила в состав Корениченского сельского поселения.

## Население
Численность населения: 189 человек (1859 год), 6 (русские 100 %) в 2002 году, 8 в 2010.